# Nedre Stugusjön
Nedre Stugusjön är en sjö i Ljusdals kommun i Hälsingland och ingår i Ljusnans huvudavrinningsområde. Sjön har en area på 0,313 kvadratkilometer och ligger 229,1 meter över havet.

## Delavrinningsområde
Nedre Stugusjön ingår i det delavrinningsområde (686492-148877) som SMHI kallar för Mynnar i Ljusnans vattendragsyta. Medelhöjden är 249 meter över havet och ytan är 22,66 kvadratkilometer. Räknas de 7 avrinningsområdena uppströms in blir den ackumulerade arean 64,98 kvadratkilometer. Björsjöån som avvattnar avrinningsområdet har biflödesordning 2, vilket innebär att vattnet flödar genom totalt 2 vattendrag innan det når havet efter 147 kilometer. Avrinningsområdet består mestadels av skog (83 procent). Avrinningsområdet har 1,07 kvadratkilometer vattenytor vilket ger det en sjöprocent på 4,7 procent.